# بينوريليت
بينوريليت Benorilate هو عبارة عن دواء  مشترك codrug ما بين الأسبيرين والباراسيتامول يربط بينهما رباط استري. يستخدم كخافض حرارة ومضاد التهاب. يستخدم في علاج الحمى في مرحلة الطفولة، وقد تبين أنه مفضل في ذلك على الأسبيرين والباراسيتامول كلا على حدا. وبما أنه يتحول في الجسم لأسبيرين فهو غير منصوح باستخدامه لدى الأطفال بسبب المخاوف من متلازمة راي.
يستقلب بعد الامتصاص إلى أسبيرين وباراسيتامول.

## الاستعمال الطبي
فمويا:
- لتسكين الألم 2غ مرتين يوميا.
- لالتهاب المفاصل الروماتيدي والروماتيزم هشاشة العظام 2غ مرتين يوميا.
- الجرعة القصوى: 6غ في اليوم. يجب أن يؤخذ مع الطعام.

## موانع الاستعمال
- قرحة هضمية حالية أو سابقة.
- الأطفال دون ال16 عام ما عدا المصابين بمتلازمة كواساكي, وذلك خشية الإصابة بمتلازمة راي.
- الإرضاع.
- الناعور والاضطرابات النزفية الأخرى.
- النقرس.
- الحساسية.

## تحذيرات خاصة
يستخدم بحذر لمرضى الربو, الضغط غير المضبوط، تفاعلات الحساسية، الفشل الكلوي أو الكبدي، التجفاف, والاعتماد على الكحول، الإصابات الفيروسية، الحمل, الكهول.

## الآثار الجانبية
- الحرقة.
- اضطرابات الجهاز الهضمي.
- دوخة.
- تفاعلات تحسسية.
- تكزز.
- صمم.
- طنين.

## التداخلات الدوائية
- ينقص الامتصاص مع الكوليسترامين والكاولان.
- يزداد مع الدومبيريدون والميتوكلوبراميد.
- يزيد من تأثير الكومارين والهيبارين والفينتوين والفالبروات.
- ينقص من تأثير السبيرونولاكتون والسولفين بيرازون.[5]